# Brazzaleyrodes
Brazzaleyrodes is een geslacht van halfvleugeligen (Hemiptera) uit de familie witte vliegen (Aleyrodidae), onderfamilie Aleyrodinae.
De wetenschappelijke naam van dit geslacht is voor het eerst geldig gepubliceerd door Cohic in 1966. De typesoort is Brazzaleyrodes eriococciformis.

## Soort
Brazzaleyrodes omvat de volgende soort:
- Brazzaleyrodes eriococciformis Cohic, 1966